# Pietro (cardinal, 1117)
Pour les articles homonymes, voir Pietro.
Pietro (mort après 1118) est un cardinal de l'Église catholique du XIIe siècle, créé par le pape Pascal II.

## Biographie
Le pape Pascal II le crée cardinal lors du consistoire de 1117. Pietro participe à l'élection du pape Gélase II en 1118.